# SO3C (航空機)
SO3C シーミュウ
飛行するSO3C-1 (1943年6月10日撮影)
- 用途：偵察機、観測機
- 分類：偵察観測機
- 製造者：カーチス・ライト社
- 運用者

  -  アメリカ合衆国（アメリカ海軍）
  -  イギリス（イギリス海軍）
- 初飛行：1939年10月6日
- 生産数：795機
- 運用開始：1942年
- 退役：1945年
- 運用状況：退役

SO3C シーミュウ（Curtiss-Wright SO3C Seamew ）は、カーチス・ライト社が開発し、太平洋戦争中期にアメリカ海軍が運用した偵察観測機。
愛称の「シーミュウ (Seamew)」は、カモメの一種。本機の愛称は当初SOCと同じ「シーガル (Seagull：カモメの意)」の予定であったが、SOCと完全に交代できず併用されたことからイギリスでの呼称“シーミュウ”を逆輸入して愛称とした。

## 開発・運用

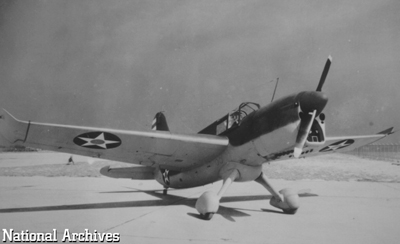
SO3C 陸上型

1938年にアメリカ海軍は、SOCシーガルの後継機となる艦載観測機の開発を要求した。これに応募したのがカーチス社とヴォート社で、それぞれXSO3C、XSO2Uの名称で試作発注を受けた。原型機は1939年10月に初飛行したが、この機体は陸上機として製作された。後に、胴体下に単フロート、主翼下に補助フロートを装備した水上機型への改修を受けており、生産型はSOCと同じく、フロートと陸上用固定脚との交換が可能であった。エンジンは星型エンジンの供給不足を考慮して空冷倒立V型エンジンを装備しており（これは競争試作されたヴォート社のXSO2Uも同じである）、主翼は後方に折りたためるようになっていた。武装は、7.62 mm機関銃 2丁と爆弾2発または爆雷であった。
海軍のテストの結果はXSO2Uの方がやや優れており、XSO3Cは飛行中の安定不良が指摘されていたが、結果的にSO3C-1として1940年に300機が発注されることとなった。
制式採用決定後も安定性の改善を中心とした本機の改修は続けられた。主な改修点は、垂直尾翼の大型化と尾翼前部に後部風防にまでかかるようなフィンを設けたことと、主翼の上反角不足への対策を大規模な設計変更なしで済ませるため、主翼の翼端だけを上方に折り曲げるとことだった。しかし、これらの改修により機体重量が増加し、性能が著しく低下することになった。部隊配備は1942年の半ばからようやく開始されたが、OS2Uと大差ない性能だった上、陸上用の固定脚の位置や左右の脚の間隔に問題があって着陸事故で多くが失われたため、最初の生産型であるSO3C-1は141機で生産中止になった。
その後、エンジンを強化するなどの改良を施したSO3C-2、SO3C-3が生産されたが、性能的に大幅な向上は見られなかったため1944年には全て退役した。
SO3Cは結局SOCと完全に交替しなかったばかりか、SOCより早く退役することになってしまった。退役した機体の一部は無線操縦式の標的機に改造された。なお、イギリス空軍にもSO3C-2が若干数が供与されたが、性能的な問題から実戦では使用せず訓練に用いた。

## スペック
- 全長: 10.60 m
- 全幅: 11.60 m
- 全高: 4.30 m
- 主翼面積: 27.20 m2
- 全装備重量: 2,990 kg
- 乗員: 2 名
- 発動機: レンジャー V-770-6　空冷倒立12気筒　520 hp
- 最高速度: 269 km/h
- 航続距離: 1,500 km
- 実用上昇限度: 5,000 m
- 武装
  - 7.62 mm機関銃 2丁
  - 100 lb (45kg) 爆弾 ×2

## 登場作品
『艦隊これくしょん -艦これ-』
艦娘の装備として登場。